# Orasiopa rapkap
Orasiopa rapkap är en tvåvingeart som beskrevs av Tadeusz Zatwarnicki 2002. Orasiopa rapkap ingår i släktet Orasiopa och familjen vattenflugor. Inga underarter finns listade i Catalogue of Life.